# Sérac
Pour les articles homonymes, voir Sérac (homonymie).
Un sérac est un bloc de glace de grande taille formé par la fracturation (dépassement du seuil de plasticité de la glace) d'un glacier. Cette fracturation est liée à une rupture de pente de la roche sous-jacente ou à la présence d'une falaise (glacier suspendu). Une zone de séracs est généralement une partie difficile à franchir lors de la progression d'alpinistes sur un glacier.
Une « chute de sérac » décrit l'écroulement soudain d'un ou plusieurs séracs vers l'aval, extrêmement dangereux pour les alpinistes ou les villages pouvant se trouver en contrebas. Les blocs de glace se fracturent en blocs plus petits, et une partie de la glace peut fondre, provoquant des laves torrentielles et/ou des coulées de boue. Contrairement aux avalanches, les chutes de sérac sont plus difficilement prévisibles dans la journée. Effectivement, particulièrement en haute altitude, la fonte quotidienne est un élément peu important devant les lois mécaniques régissant l'équilibre des masses énormes des séracs et leur écoulement glaciaire : aussi, des chutes de sérac peuvent-elles avoir lieu même en pleine nuit.

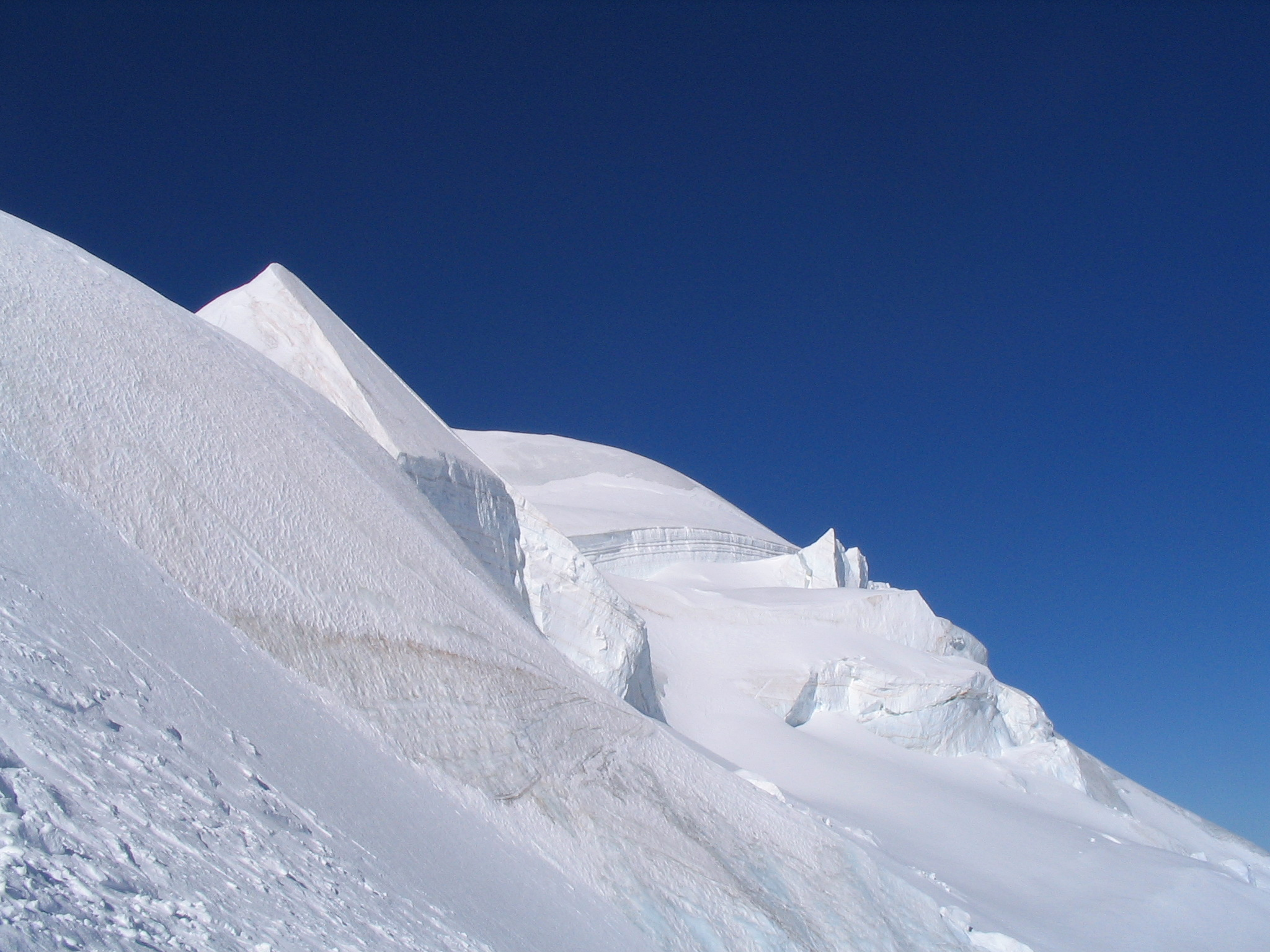
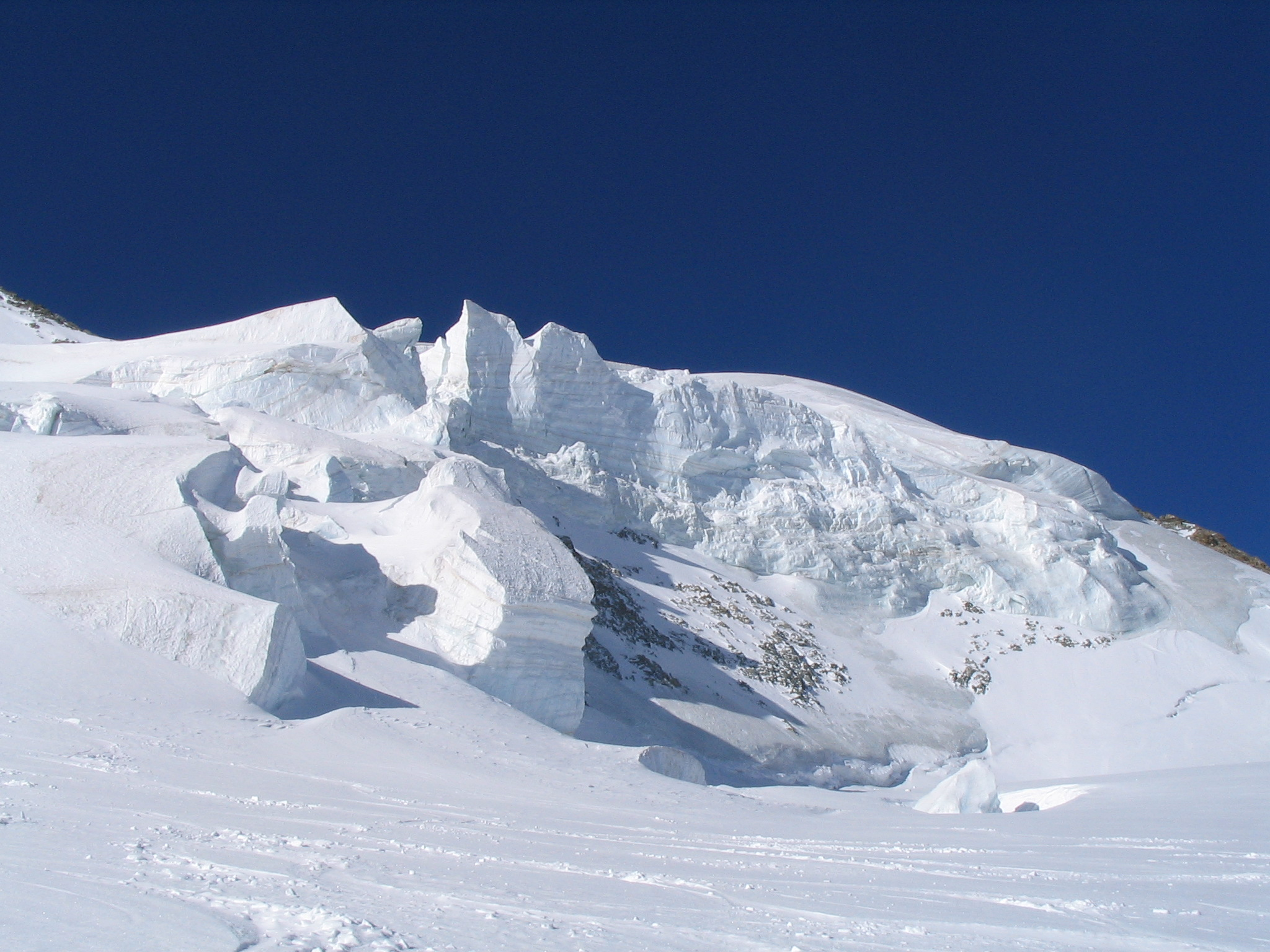
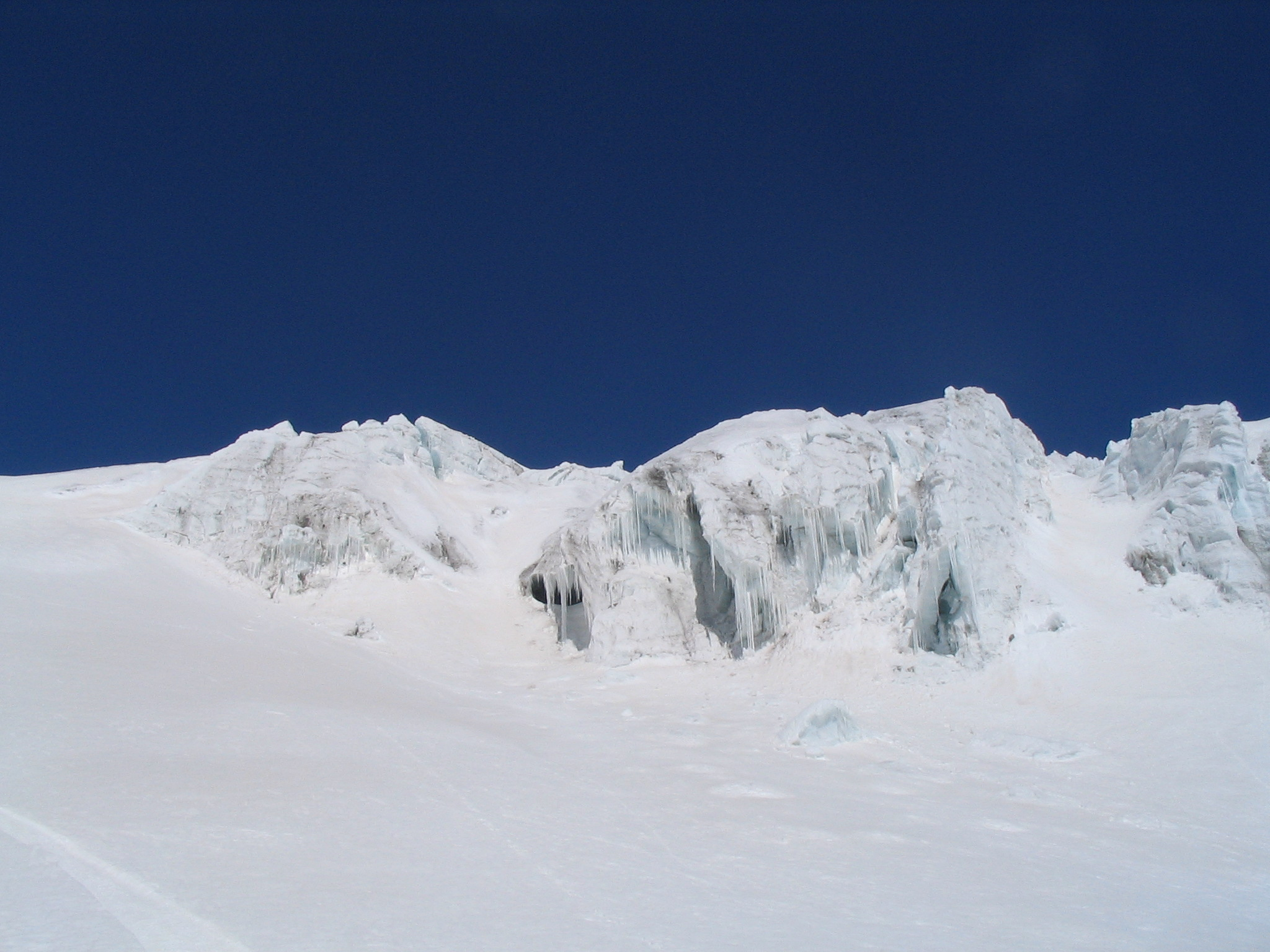
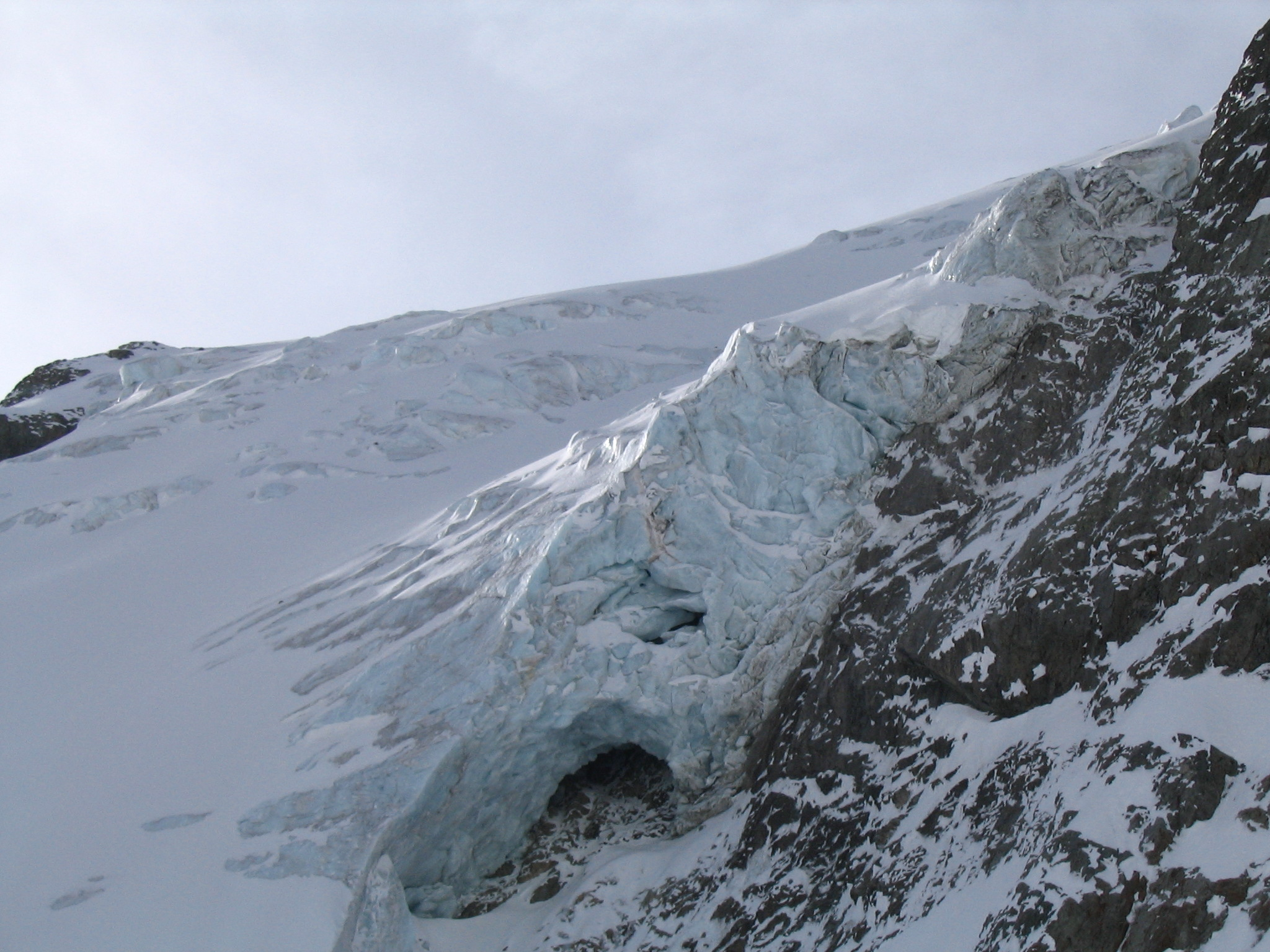
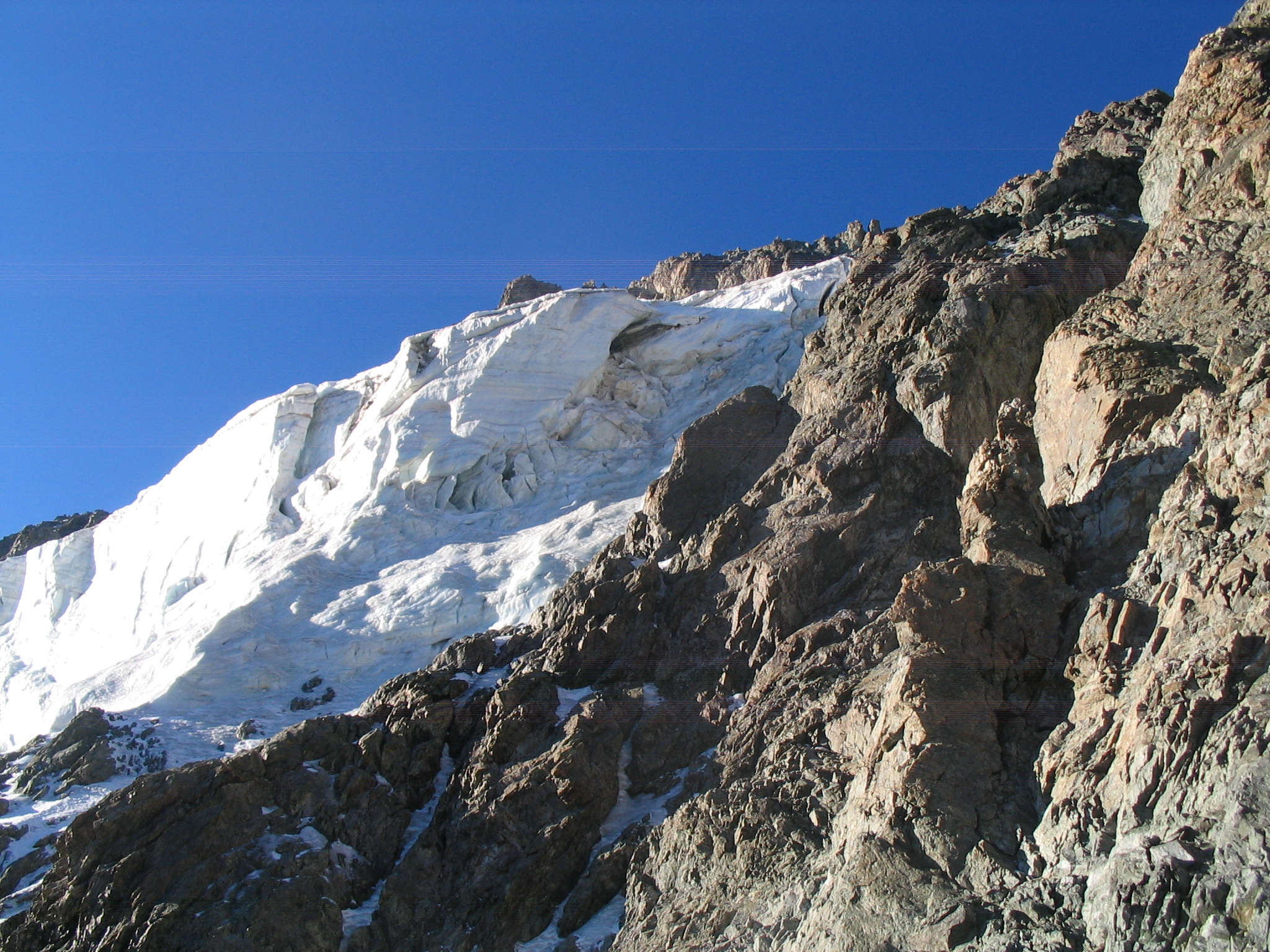
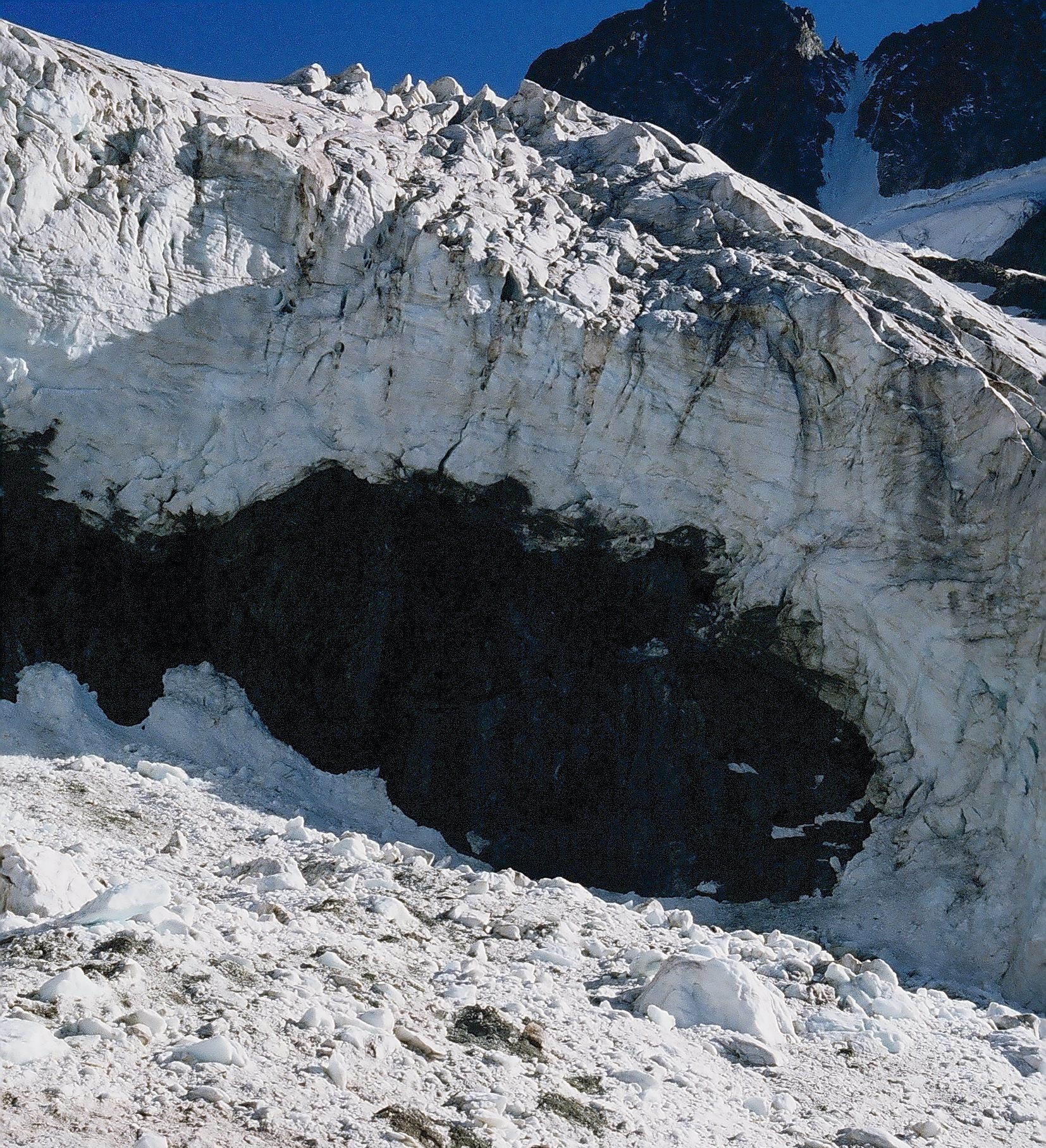
Sérac sur le glacier des Bans, massif des Écrins.
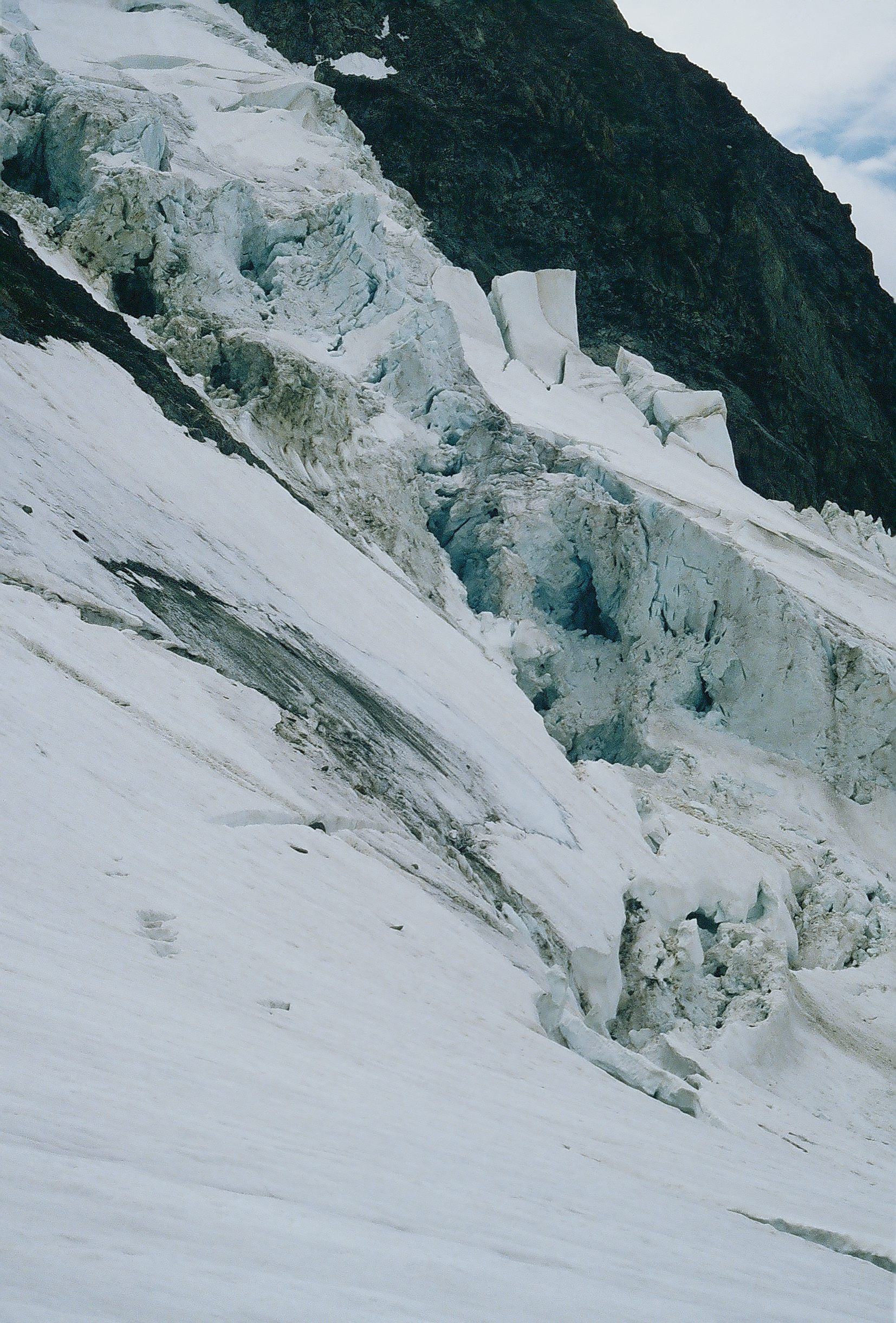
Sérac dans le massif du Mont-Blanc.
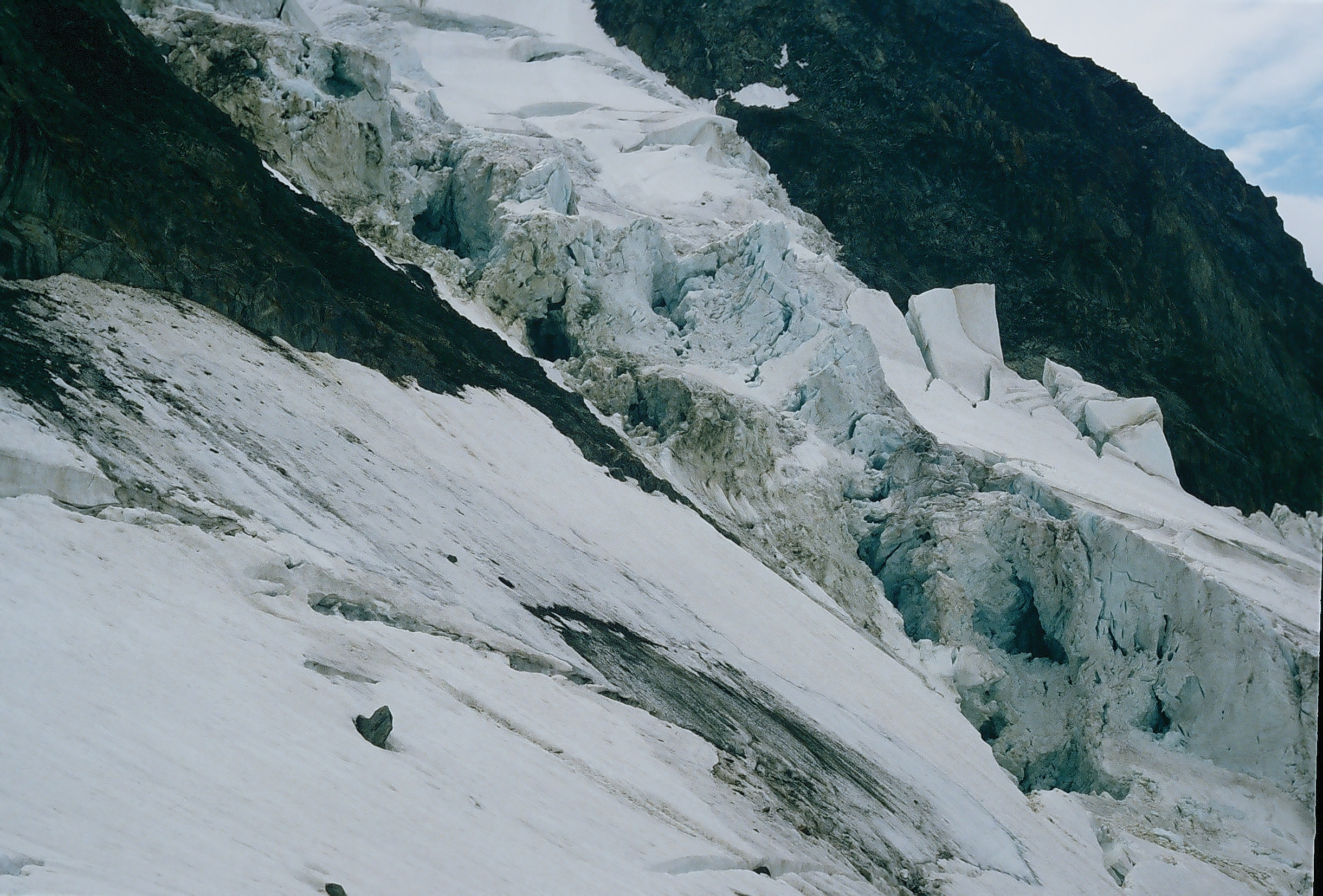
Sérac dans le massif du Mont-Blanc.
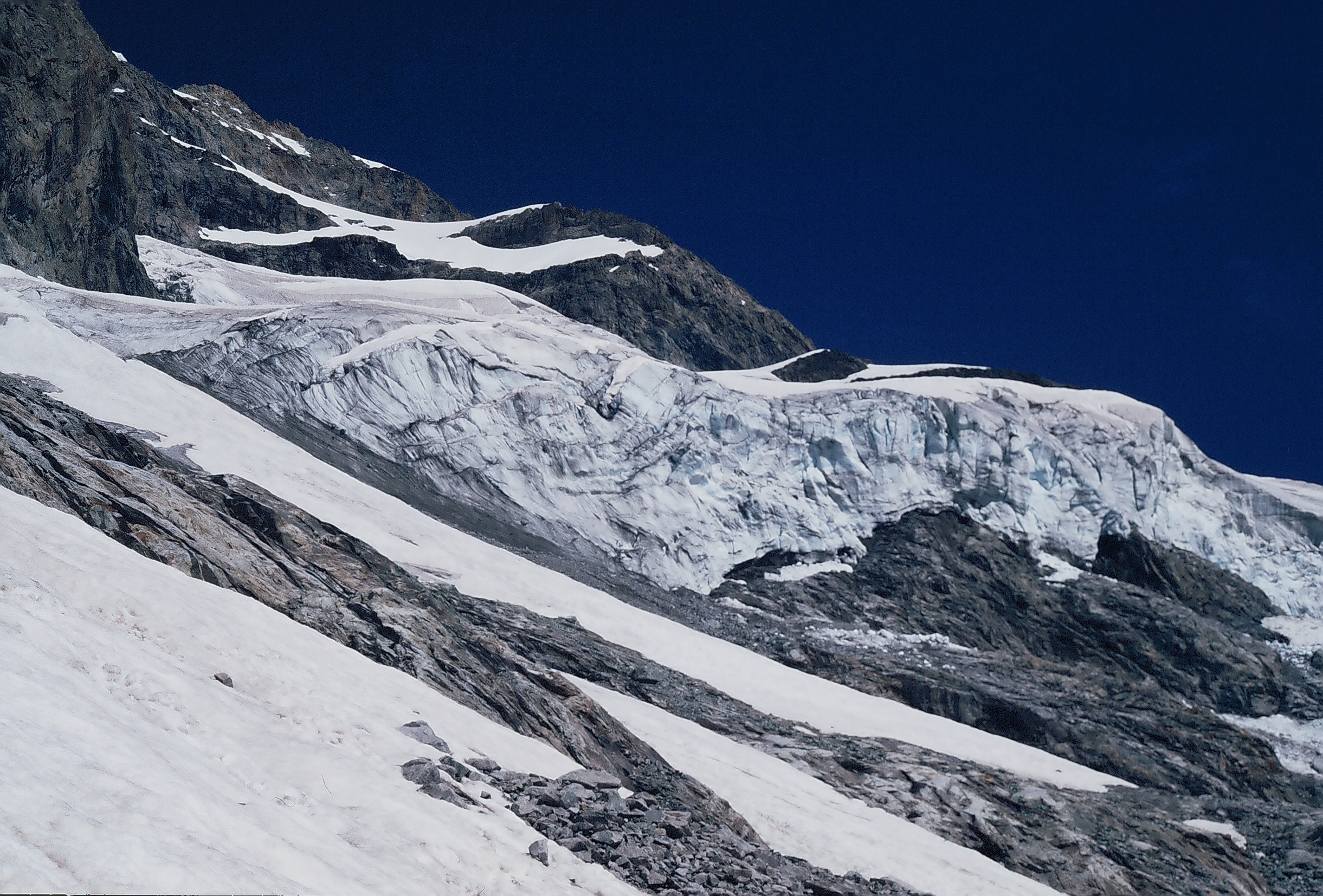
Sérac massif des Écrins.